# Bataille de Messine
Première guerre punique
Batailles
- Messine
- Agrigente
- Îles Lipari
- Pointe d'Italie
- Mylae
- Sulci
- Tyndaris
- Cap Ecnome
- Adys
- Tunis
- 1re Panormus
- 2e Panormus
- Lilybée
- Drépane
- Phintias
- Drépane
- Mont Héricté
- 1re Mont Eryx
- 2e Mont Eryx
- Îles Égades

La bataille de Messine de 265-264 av. J.-C. est le premier incident militaire majeur entre la République romaine et les Carthaginois. Elle marque le début de la première guerre punique et de fait le début d'un conflit qui dura plus d'un siècle, jusqu'à la destruction finale de Carthage à l'issue du troisième conflit en 146 av. J.-C.
Après de récents succès en Italie méridionale, la Sicile prit une importance croissante pour Rome. Trois puissances dominaient alors l'île : Carthage en possédait la partie occidentale. Dans la zone sud-est, la ville de Syracuse était menée par Hiéron II. Les Mamertins, mercenaires originellement amenés en Sicile par Agathocle de Syracuse, étaient implantés au nord-est dans la cité de Messine. Après la mort de ce dernier en 289 av. J.-C., ils s'étaient emparés de la ville, en prenant le contrôle pour une vingtaine d'années.

## Origines
Le conflit a été déclenché par Hiéron II, qui décida de reprendre Messine. Entre 270 et 265, il infligea une défaite majeure aux Mamertins, et semblait proche de prendre la ville. En réaction, ces derniers demandèrent une garnison carthaginoise, qui réussit à attaquer Hiéron. Les Mamertins vainquirent une menace, mais réalisèrent qu'ils s'étaient eux-mêmes exposés à une sujétion à Carthage. Une majorité de Mamertins en appela à Rome, demandant une alliance.
Les Mamertins expulsèrent les Puniques de Messine et invitèrent les forces romaines à entrer dans la cité. Les Carthaginois crucifièrent le commandant de la garnison, Hannon, dès son retour à Carthage pour avoir évacué la cité par manque de courage.

## Déroulement
Rome et Carthage envoyèrent toutes deux des armées en Sicile. L'armée punique, sous le commandement d'Hannon, arriva en premier, débarquant à Lilybée, dans la partie occidentale de la Sicile.
À partir de là l'armée marcha le long de la côte méridionale, s'alliant avec Agrigente et Hiéron II de Syracuse. Ensuite, ils marchèrent vers le nord et mirent le siège devant Messine.
À la tête d'une armée consulaire de deux légions, Appius Claudius arriva face à Messine. Bien que Rome ne possédait pas encore de flotte, plusieurs de ses alliés en disposaient. Utilisant leurs navires, Claudius fut capable de transporter son armée au-delà du Détroit de Messine et dans la ville.
Les Carthaginois ne s'opposèrent pas à ce mouvement, ceci suggérant que Carthage espérait peut-être encore éviter une guerre ouverte avec Rome. Une courte période de négociations suivit, durant laquelle Claudius semble avoir tenté de persuader Hiéron de se retirer, mais sans enthousiasme.
L'armée punique campa hors de Messine, permettant à Claudius de les battre. Après la fin des négociations, Claudius décida d'attaquer Hiéron en premier. La cavalerie romaine fut défaite, mais leur infanterie lourde l'emporta. La cavalerie syracusaine était célèbre depuis le Ve siècle, mais probablement ni l'infanterie hoplite ni leurs mercenaires n'égalaient les légionnaires.
L'attaque en soit ne fut pas un grand succès, et les légions ne furent pas capable d'entrer dans le camp syracusain. Malgré tout, leur attaque découragea Hiéron, qui rentra dans sa cité.
Claudius ensuite se tourna contre le camp punique, bataille qui une fois de plus aboutit à un résultat non décisif. Il devint évident aux yeux d'Hannon que sans le soutien de Hiéron il ne disposait plus de la force nécessaire pour assiéger Messine, et de fait il s'éloigna de la cité et mit fin au siège.

## Suites de la bataille
Claudius ne fut pas capable de vaincre, bien qu'il entraîna son armée vers le sud, capturant le fort punique d'Echetla, à l'ouest de Syracuse, et menaça brièvement cette dernière. Il n'avait qu'une petite armée à sa disposition, qui n'était pas assez importante pour la prendre d'assaut, et l'absence de flotte à disposition imposait le siège.
Avec la fin de son consulat, Appius Claudius quitta la Sicile, laissant une forte garnison à Messine. Son expédition sicilienne avait été un succès partiel : Les nouveaux alliés de Rome à Messine avaient été sauvés de la domination punique, mais il avait échoué pour imposer la paix. La conséquence de la bataille fut une guerre qui dura plus de 20 ans.

## Sources
- (en) Cet article est partiellement ou en totalité issu de l’article de Wikipédia en anglais intitulé « Battle of Messana » (voir la liste des auteurs).